# Neutron (fusée)
Pour les articles homonymes, voir Neutron.
Neutron est un  lanceur spatial  de moyenne puissance partiellement réutilisable développé  par la société néo-zélandaise Rocket Lab. Ce lanceur comporte deux étages propulsés par des moteurs-fusées à ergols liquides Archimedes développés en interne. Le premier vol est attendu au plus tôt en 2025. La fusée Neutron pourra placer 8 tonnes en orbite basse (retour du premier étage à son point de départ) et jusqu'à 15 tonnes dans sa version non réutilisable. Le lanceur est conçu pour déployer des constellations de satellites en orbite basse, lancer des sondes spatiales dans l'espace interplanétaire et placer en orbite des missions avec équipage. Contrairement à la fusée Electron fabriquée en Nouvelle-Zélande, la Neutron est construite aux États-Unis  à Wallops dans l’État de Virginie non loin de la base de lancement MARS d'où elle décollera. 
Le constructeur Rocket Lab s'est fait connaitre en développant la fusée  Electron qui, en 2023, domine le marché des lanceurs légers avec une capacité de mise en orbite basse de 300 kilogrammes. Neutron reprend une des spécificités de cette fusée - le recours massif à la fibre de carbone - pour la structure du lanceur. Le moteur-fusée Archimedes, dont 9 exemplaires propulsent le premier étage et un exemplaire unique le deuxième étage, brule un mélange de méthane et d'oxygène et utilise un cycle à combustion étagée. La fusée, d'une masse de 480 tonnes, est haute de 43 mètres pour un diamètre de 7 mètres. La coiffe a un diamètre de 5 mètres. Le premier étage réutilisable reprend la technique de retour au sol du lanceur Falcon 9 et peut revenir sur le site de lancement ou sur une plateforme mobile en mer.

## Historique du projet

### Annonce initiale (mars 2021)
La société néo-zélandaise Rocket Lab occupe une position dominante sur le marché des micro-lanceurs (charge utile en orbite basse de quelques centaines de kilogrammes) grâce à sa fusée Electron dont une vingtaine d'exemplaires ont été lancés début 2021. Le développement d'un lanceur beaucoup plus ambitieux, la Neutron, est annoncé par ce constructeur en mars 2021. La fusée Neutron doit permettre de placer une charge utile de 8 tonnes (8 000 kg) en orbite terrestre basse. Son constructeur souhaite se positionner sur le marché croissant des méga constellations de satellites circulant en orbite basse qui, selon Peter Beck, responsable de la société, devrait représenter 80% des satellites placés en orbite. Le lanceur serait bien adapté à ce marché en étant positionné à mi-chemin entre micro-lanceur (cout du lancement de l'Electron de 7,5 millions US$) et les lanceurs lourds comme Falcon 9 (coût 60 millions US$). Sont évoqués également par le constructeur le marché du ravitaillement de la station spatiale internationale ainsi que le lancement de sondes spatiales à destination de la Lune (2 tonnes) ainsi que de Mars ou Vénus (1,5 tonne),. Selon son constructeur le nouveau lanceur pourrait éventuellement prendre en charge les vols spatiaux habités. Peter Beck a indiqué que Neutron serait capable de lancer un vaisseau spatial pouvant accueillir trois astronautes — bien que cela dépendra de la conception du vaisseau spatial lui-même. D'après Rocket Lab, Neutron serait capable de placer en orbite 98 % des charges utiles lancées d'ici 2029. Le développement d'un lanceur de cette capacité nécessite des moyens financiers d'autant plus importants que Rocket Lab a une tradition d'intégration verticale (les principaux composants, notamment les moteurs-fusées, sont construits par l'entreprise). La société a déjà collecté 280 millions US$ depuis sa création dont une partie n'a pas été utilisée. Elle compte lever des fonds supplémentaires à travers une société d'acquisition à vocation spécifique (SAV) baptisée Vector Acquisition Corporation. Le premier lancement est prévu au plus tôt en 2024,

### Caractéristiques initiales du lanceur (mars 2021)
Les caractéristiques du lanceur présentées début 2021 sont relativement classiques tout en intégrant la réutilisation du premier étage mise au point pour la fusée Falcon 9 de SpaceX. Le lanceur, qui peut placer une charge utile de 8 tonnes en orbite basse, est haut de 40 m pour un diamètre identique du premier étage jusqu'à la coiffe de 4,5 m. Le premier étage devait revenir sur Terre en utilisant sa propulsion et se poser à la verticale sur une plate-forme flottante située en mer en aval de son site de lancement. Le premier étage est de construction métallique et non en composite carbone comme l'Electron pour pouvoir résister aux forces exercées durant la rentrée atmosphérique. Les ergols utilisés sont le kérosène et l'oxygène liquide,,.

### Une nouvelle architecture particulièrement originale (décembre 2021)
Début décembre 2021, le responsable de Rocket Lab Peter Beck présente les caractéristiques du lanceur qui diffèrent complètement de celles présentées en début d'année : les performances sont conservées ainsi que la hauteur mais tout le reste est modifié : matériau utilisé pour la structure, diamètre, ergols, déroulement du retour sur Terre du premier étage. Le choix de la base de lancement initialement retenue est remis en question.
L'architecture du lanceur se démarque fortement des lanceurs existants pour abaisser les coûts et optimiser le processus de réutilisation du lanceur. Selon son concepteur Peter Beck, les choix effectués doivent permettre d'obtenir le meilleur lanceur réutilisable et assurer sa pérennité pour les décennies à venir, :  
- La Neutron est un lanceur de moyenne puissance dont le premier étage est réutilisable. La coiffe est également réutilisée d'une manière originale : elle reste solidaire du premier étage au moment de la séparation de celui-ci avec le second étage. Elle se referme avant que le premier étage entame son retour vers le sol.
- Le diamètre à la base du lanceur est de 7 mètres. Ce diamètre particulièrement important pour un lanceur de moyenne puissance (généralement le diamètre dans cette catégorie tourne autour des 3 à 4 mètres), a été retenu pour permettre au premier étage de revenir en utilisant de manière importante sa portance ce qui permet d'économiser les ergols nécessaires à cette manœuvre. Ce diamètre interdit par contre le transport par la route du corps du lanceur qui devra être produit près du complexe de lancement ou en bord de mer pour permettre un transport maritime.
- La légèreté de la structure est considérée comme fondamentale. Pour atteindre cet objectif celle-ci est réalisée en fibre de carbone qui, à performances égales, est beaucoup plus léger que l'aluminium ou l'acier et qui est déjà mise en œuvre par la société pour fabriquer son lanceur léger Electron. Rocket Lab doit utiliser une fibre de carbone aux caractéristiques optimisées mise au point par la société. Par ailleurs le deuxième étage ne comprend pas de structure porteuse. Le moteur et ses réservoirs sont suspendus au-dessus du premier étage.
- Dans une optique de simplification et de fiabilisation, les pieds du train d'atterrissage sont fixes avec une faible pénalisation au niveau des performances.
- La technique retenue pour la propulsion retenue est simple (moteur-fusée à cycle générateur de gaz) ce qui permet de limiter les risques en phase de développement et permet de produire un engin fiable et moins couteux.
- Rocket Lab a retenu le couple d'ergols méthane/oxygène liquide qui représente le meilleur compromis en matière de performances et de fiabilité pour des moteurs devant être réutilisés.
- Le recours à la fibre de carbone est couteux car nécessitant une intervention humaine importante. Pour abaisser ce cout, Rocket Lab prévoit d'optimiser le processus de fabrication de la structure en transposant des procédés d'automatisation déjà mis en œuvre dans d'autres secteurs industriels.
- Le premier étage, après usage, revient se poser sur la base de lancement pour tous les vols. L'atterrissage sur une plateforme située au large a été écarté car il est considéré comme trop couteux. La contrainte associée est une limitation dans les capacités de la version réutilisable du lanceur.

En décembre 2021 les prototypes des réservoirs des deux étages sont en construction.

### Un changement de motorisation (septembre 2022)
En septembre 2022, Rocket Lab présente les avancées du programme lors d'une conférence avec ses investisseurs. La hauteur de Neutron est désormais de 42,8 m. Le nombre de moteur Archimedes au premier étage passe de sept à neuf. Le cycle générateur de gaz laisse sa place à un cycle fermé riche en oxygène. Ce changement doit permettre d'obtenir la robustesse tout en obtenant les performances d'impulsion spécifique dans le vide et de poussée modulable de 50% à 100% nécessaire au manœuvre d’atterrissage. La coiffe ne scinde plus qu'en deux parties afin de simplifier la structure. Peter Beck a confirmé que le véhicule pourra accueillir des humains si un vaisseau est développé sur ce lanceur. Le premier test sur banc d'essais d'Archimedes est alors prévu en 2023.

### Évolution des caractéristiques du lanceur en 2023
Les caractéristiques de la fusée Neutron continuent d'évoluer en 2023. La forme du lanceur est légère plus fine avec une extrémité supérieure plus pointue, des ailerons qui sont rapprochés de cette extrémité et un train d'atterrissage plus large. Cette dernière évolution résulte de l'ajout d'une mode d'atterrissage du premier étage sur une plateforme en mer positionnée au large qui permet de faire passer la charge utile de la version réutilisable de 8 à 13 tonnes avec toutefois avec des contraintes logistiques importantes. Cette modification vise à satisfaire au mieux la demande commerciale. Courant aout 2023, Rocket Labs  vise toujours un premier vol en 2024 tout en reconnaissant que cette échéance sera difficile à tenir. Les moteurs-fusées Archimedes, optimisés pour être robuste plus que performant (ils doivent pouvoir être réutilisés 10 à 20 fois), sont testés sur les bancs d'essais du centre spatial Stennis de la NASA (Mississipi).

## Caractéristiques techniques
Neutron est un lanceur bi-étages, d'une masse de 480 tonnes, haut de 42,8 mètres pour un diamètre à la base de 7 mètres. Ce diamètre diminue progressivement jusqu'au sommet du lanceur et atteint 5 mètres au niveau de la coiffe. 
Les deux étages du lanceur sont propulsés par des moteurs-fusées à ergols liquides brûlant un mélange de méthane liquide et oxygène liquide. Ce moteur baptisé Archimedes est conçu et sera fabriqué par Rocket Lab. Le premier étage du lanceur est propulsé par neuf d'entre eux dont huit sont disposés tout autour de la base et un en position centrale tandis que le deuxième étage est propulsé par un moteur unique dont la tuyère est allongée pour optimiser sa poussée dans le vide.
L'ensemble de la structure du lanceur est fabriqué en fibre de carbone comme l'Electron, le lanceur opérationnel de Rocket Lab. Le premier étage revient se poser verticalement sur des pieds qui sont déployables. Au sommet de l'étage, des ailerons mobiles sont utilisés pour agir sur son orientation durant son retour sur Terre. Le deuxième étage, qui est dépourvu d'enveloppe qui lui soit propre, est encapsulé dans la coiffe de la fusée. Celle-ci est scindée en deux parties qui s'ouvrent en restant solidaire du premier étage avant la séparation et la mise à feu du deuxième étage. Une fois celui-ci largué, la coiffe se referme et l'ensemble formé par le premier étage entame le retour vers le sol.

## Performances
La fusée Neutron peut placer, dans sa version réutilisable, une charge utile de 8 tonnes en orbite basse lorsque le premier étage vient se poser sur la base d’où il a décollé (13 tonnes si la fusée vient se poser sur une plateforme en mer)  et jusqu'à 15 tonnes dans sa version non réutilisable. Selon son concepteur Peter Beck, la Neutron est optimisée à la fois pour le déploiement des méga-constellations en orbite basse, le lancement des satellites géostationnaires et même le lancement de sondes spatiales interplanétaires. Le lanceur pourrait lancer un engin de 3 tonnes vers la Lune et de 1,5 tonne à destination de la planète Vénus ou Mars.

## Fabrication
Contrairement à la fusée Electron fabriquée en Nouvelle-Zélande, la Neutron sera construite aux États-Unis. Le constructeur néo-zélandais décide en mars 2022 de construire l'usine d'assemblage du lanceur Neutron à Wallops dans l’État de Virginie non loin de la base de lancement MARS. La décision a été largement influencée par la subvention de 30 millions US$ versée par les autorités de cet État.

## Base de lancement
La Neutron sera lancée depuis Wallops sur la côte est de la Virginie (États-Unis). Il était prévu initialement de modifier le complexe de lancement 2,. Ce choix est remis en question fin 2021 en partie du fait de changement d'ergols qui n'est pas compatible avec les équipements existants. En septembre 2022, Rocket Lab annonce la construction du complexe de lancement 3 (LC-3) au Mid-Atlantic Regional Spaceport. Il sera construit entre le LC-0B et LC-2. Les installations au sol prévues seront aussi simples que possible.